# Albańczycy we Francji
Albańczycy we Francji – albańska mniejszość narodowa zamieszkująca teren Republiki Francuskiej, w 2017 roku wynosiła ok. 22,1 tys. osób. W tym samym roku 7360 obywateli Albanii ubiegało się o azyl we Francji, rok później liczba ta wzrosła do 8261.